# 尾崎支配人が泣いた夜 DOCUMENTARY of HKT48
『尾崎支配人が泣いた夜 DOCUMENTARY of HKT48』（おざきしはいにんがないたよる ドキュメンタリー オブ エイチケーティーフォーティーエイト）は、2016年の日本のドキュメンタリー映画。女性アイドルグループ・HKT48初のドキュメンタリー映画。

## 概要
HKT48のメンバーであり、劇場支配人を兼務する指原莉乃がAKB48グループの現役メンバーとして初めて映画監督を務めた。
ドキュメンタリー映画の製作については、2014年11月22日にHKT48劇場3周年記念特別公演で2015年公開予定と発表され、2014年12月16日に公開時期が2015年11月と発表（後に延期発表）、2015年6月28日に指原が監督を務めることが発表された。公開日は延期となり、2015年7月29日に翌年1月29日の公開が正式決定した。公開日は姉妹グループ・NMB48の『道頓堀よ、泣かせてくれ! DOCUMENTARY of NMB48』と同日となり、映像ソフトの発売日も同日となった。
グループ結成から2015年の紅白落選までのグループの歴史を当時の映像を交え振り返っていく内容になっている。今作はメンバーでもある指原が監督を務めたことにより、他の「DOCUMENTARY of」シリーズと異なり、よりメンバーへの接近が実現し、濃い内容となっている。タイトルにある「尾崎支配人」は指原とともにHKT48劇場支配人を務める尾崎充のことで、先述のHKT48の紅白落選に涙する姿が描かれている。
映画では「非選抜メンバー」である坂口理子や上野遥をフィーチャーしている。上野は劇場公演で指原を含む欠員の代役（アンダー）を頻繁に担っており、振り付けを多くマスターしている。そのような上野の葛藤や努力する姿を映し出し、映画主題歌「Chain of love」のセンターに選ばれるまでを描いている。

## スタッフ
- 監督：指原莉乃
- 企画：秋元康
- 製作：吉成夏子、大田圭二（東宝）、秋元伸介（秋元康事務所）、北川謙二（ノース・リバー）、井上啓輔
- エグゼクティブプロデューサー：窪田康志
- プロデューサー：石原真、古澤佳寛、磯野久美子（秋元康事務所）、松村匠（AKS）、牧野彰宏（AKS）
- ラインプロデューサー：松尾健一郎、渡邊究
- 撮影：村上拓、青木隆幸
- 録音：小林武史
- 整音：横田智昭
- 編集：伊藤潤一、小野寺絵美、鴨川正太郎
- 製作：AKS、東宝、秋元康事務所、ノース・リバー、NHKエンタープライズ
- 配給：東宝映像事業部

## 主題歌
- HKT48「Chain of love」（作詞：秋元康、作曲：後藤康二、編曲：生田真心）

## 映像ソフト
2016年9月14日にDVDおよびBlu-ray Discが2枚組のスペシャル・エディションと4枚組のコンプリートBOXのそれぞれのタイプで発売された。
| タイトル                                                                  | 規格               | 販売元 | 発売日        | EAN(JAN)コード    | 規格品番   | 流通                       |
| 尾崎支配人が泣いた夜 DOCUMENTARY of HKT48 Blu-rayスペシャル・エディション | Blu-ray2枚組       | 東宝   | 2016年9月14日 | EAN 4988104103581 | TBR-26258D | 一般                       |
| 尾崎支配人が泣いた夜 DOCUMENTARY of HKT48 DVDスペシャル・エディション     | DVD2枚組           | 東宝   | 2016年9月14日 | EAN 4988104103604 | TDV-26260D | 一般                       |
| 尾崎支配人が泣いた夜 DOCUMENTARY of HKT48 Blu-rayコンプリートBOX          | Blu-ray3枚 +DVD1枚 | 東宝   | 2016年9月14日 | EAN 4988104103598 | TBR-26259D | AKB48グループ ショップ限定 |
| 尾崎支配人が泣いた夜 DOCUMENTARY of HKT48 DVDコンプリートBOX              | DVD4枚組           | 東宝   | 2016年9月14日 | EAN 4988104103611 | TDV-26261D | AKB48グループ ショップ限定 |

DISC1
尾崎支配人が泣いた夜 DOCUMENTARY of HKT48 本編
- 予告編
- 主題歌「Chain of love」ミュージックビデオ

【DVD】本編120分＋特典5分／片面2層／16:9LB／音声：日本語5.1chドルビーデジタル
【Blu-ray】本編120分＋特典5分／2層（BD50G）／1080p High Definition／16:9／音声：日本語5.1ch ドルビーTrueHD
DISC2
尾崎支配人が泣いた夜 DOCUMENTARY of HKT48 舞台挨拶映像集
- 完成披露・公開初日・大ヒット御礼舞台挨拶のイベント映像

【DVD】44分／片面1層／16:9LB／音声：日本語2.0chドルビーデジタル
DISC3（コンプリートBOXのみ収録）
本編ビジュアルコメンタリー
（コメンタリー収録メンバー：指原莉乃、田中菜津美、宮脇咲良、村重杏奈）
【DVD】110分／片面2層／16:9LB／音声：日本語2.0chドルビーデジタル
【Blu-ray】110分／2層（BD50G）／1080i High Definition／16:9／音声：日本語2.0ch ドルビーTrueHD
DISC4（コンプリートBOXのみ収録）
第8回AKB48選抜総選挙ミニドキュメンタリーHKT48ver.
未公開ロングインタビュー集
【DVD】220分／片面2層／16:9LB／音声：日本語2.0chドルビーデジタル
【Blu-ray】220分／2層（BD50G）／1080i High Definition／16:9／音声：日本語2.0ch ドルビーTrueHD